# Giovan Battista Fabbri (allenatore di calcio)
(Giovan Battista Fabbri, allenatore del Lanerossi Vicenza tra il 1976 e il 1979.)
Giovanni Battista Fabbri, noto anche come Giovan Battista Fabbri, G.B. Fabbri o Gibì Fabbri (San Pietro in Casale, 8 marzo 1926 – Ferrara, 2 giugno 2015), è stato un calciatore e allenatore di calcio italiano, fra le altre, di Piacenza, Vicenza, Catanzaro, Ascoli, SPAL, Cesena e Bologna.

## Biografia
Giovanni Battista Fabbri nasce a Poggetto, frazione del comune di San Pietro in Casale, l'8 marzo 1926.
Nel 2008 ha scritto il libro autobiografico "Gibì, una vita di bel calcio" (Bacchilega editore).
Muore la sera di martedì 2 giugno 2015, all'età di 89 anni.

## Caratteristiche tecniche

### Giocatore
Calciatore eclettico, ha ricoperto numerosi ruoli, tra cui quelli di ala e mediano. Per le sue doti di corsa e resistenza era soprannominato Brusalerba.

### Allenatore
Fabbri predicava un calcio che per l'epoca (anni settanta/ottanta) era considerato in Italia avanzatissimo, una derivazione del calcio totale olandese: terzini a stantuffare sulle fasce, difensori e attaccanti a scambiarsi i ruoli senza troppi imbarazzi e un'estrema spettacolarità di gioco che però veniva pagata con una certa fragilità difensiva. Utilizzava un solo attaccante centrale, supportato dagli inserimenti delle ali sulle corsie esterne e dalle sovrapposizioni dei terzini, e preferibilmente senza impiegare un vero e proprio regista.

## Carriera

### Giocatore
Ha iniziato la carriera nella S.P. Centese in Serie C, disputando 32 partite con 14 reti tra il 1945 e il 1947 e conquistando la promozione in Serie B. In seguito si trasferisce al Modena, con cui esordisce in Serie A nella stagione 1947-1948, e quindi disputa sette stagioni nel Messina (una in Serie C e sei in Serie B). Nel 1955 torna per una stagione in Serie A con la SPAL, per poi concludere la carriera di calciatore con Pavia (retrocesso dalla Serie B alla Serie C) e Varese, dove ha assunto il doppio ruolo di allenatore-giocatore nel campionato di Campionato Interregionale 1957-1958.
Ha totalizzato complessivamente da calciatore 61 presenze e 8 reti in Serie A e 140 presenze e 13 reti in Serie B.

### Allenatore
Dopo l'esordio a Varese, guida le giovanili di Torino, SPAL (dove siede a più riprese sulla panchina della prima squadra, lanciando il giovane Fabio Capello) e Cesena. 

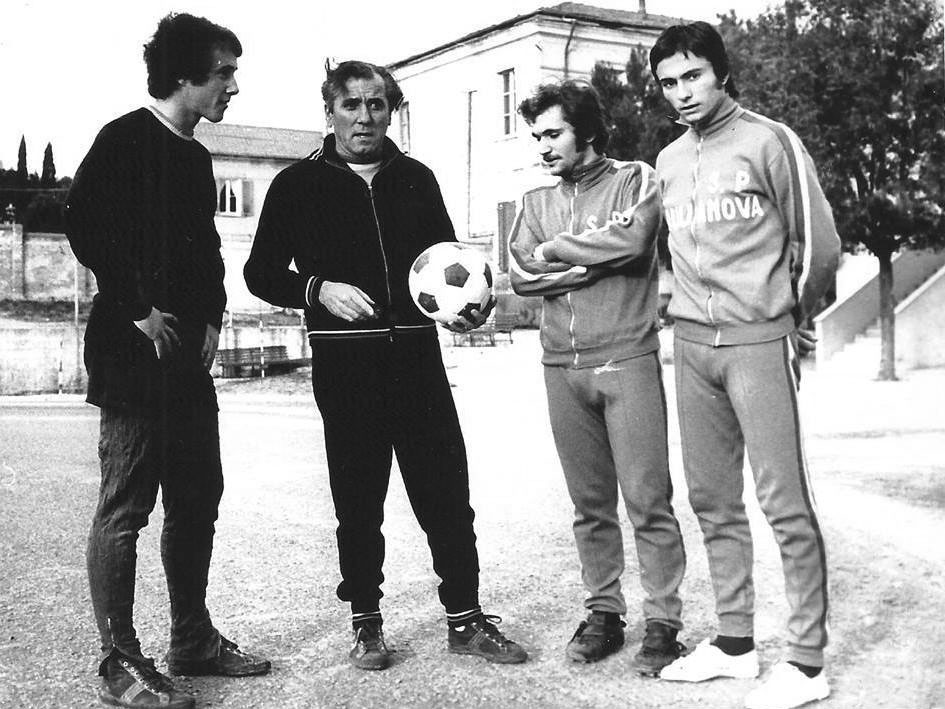
Fabbri al nel 1972, fra Tancredi, Curi e Alessandrini.

In seguito allena la Sangiovannese, in Serie C, e prosegue sulle panchine di Giulianova, dove sfiora la Serie B chiudendo il campionato di C al 2º posto, e Livorno: in Toscana non conclude la stagione, a causa di attriti con la dirigenza, che voleva imporre a Fabbri la formazione. Nel 1974 siede sulla panchina del Piacenza, con cui vince il campionato di Serie C ma non riesce a ottenere la salvezza in quello cadetto, a causa di carenze di organico e un filotto di cinque sconfitte consecutive nel finale di stagione.
Lasciata Piacenza, viene ingaggiato dal presidente del Lanerossi Vicenza Giuseppe Farina. In Veneto Fabbri ottiene il rilancio personale, potendo contare anche su un giovane Paolo Rossi nelle file della formazione berica. Proprio a Fabbri è attribuita l'intuizione di avere spostato il futuro Pablito dal ruolo di ala destra a quello di centravanti a causa della contingente mancanza di un centrattacco in squadra. Con il Lanerossi conquistò nell'arco di due anni una promozione in Serie A e quindi nel 1977-1978 uno storico secondo posto nella massima serie alle spalle della Juventus. Al termine di quella stagione Fabbri vinse il prestigioso riconoscimento del Seminatore d'Oro come migliore allenatore italiano dell'anno.
Nella stagione successiva, complici le cessioni di Roberto Filippi e Giuseppe Lelj, il Vicenza retrocede in Serie B mostrando solo a sprazzi il gioco spettacolare esibito nelle annate precedenti. Si trasferisce quindi sulla panchina dell'Ascoli, che porta al quinto posto in campionato (poi divenuto quarto per via dello Scandalo del Totonero), massimo traguardo raggiunto dal club marchigiano nella sua storia. Ha inoltre allenato in Serie A anche il Cesena (dove è stato esonerato, complici cattivi risultati e l'ostilità dell'ambiente) e il Catania, con un intermezzo alla Reggiana in Serie B: in tutti e tre i casi le squadre retrocedono a fine stagione.

Fabbri e Paolo Rossi, tra i maggiori artefici del cosiddetto Real Vicenza di fine anni settanta.

Nel 1984 riparte dalla Serie C1, alla guida del Catanzaro, con cui ottiene la promozione nella serie cadetta al termine della stagione 1984-1985. Nelle due annate successive subentra sulle panchine del Foggia (sostituendo Corrado Viciani), in C1, e del Bologna, in Serie B, dove è chiamato a sostituire Vincenzo Guerini. Con i rossoblu ottiene la salvezza, ma il suo contratto non viene rinnovato perché il Bologna aveva già messo sotto contratto il giovane allenatore Luigi Maifredi per l'anno successivo.
Torna quindi per una stagione alla SPAL (subentrando a Giancarlo Cella), per poi allenare il Venezia-Mestre di Maurizio Zamparini, dove, fra mille polemiche (soprattutto del presidente Zamparini, che considerava la rosa adatta alla categoria) favorì l'esordio della cosiddetta "linea verde", lanciando diversi giovani e diventando il primo di una lunga serie di allenatori esonerati o non riconfermati dall'imprenditore friulano. Nella stagione 1989-1990 abbandona il campo e diventa il direttore tecnico del Catanzaro. Nel 1990 torna per l'ennesima volta a Ferrara, questa volta come direttore tecnico: ottiene la doppia promozione dalla Serie C2 alla Serie B nel biennio 1990-1992. Conclude la carriera di allenatore l'anno seguente sulla panchina degli emiliani, alternandosi a Rino Marchesi e Gian Cesare Discepoli.
Ha giocato e allenato in 48 campionati ufficiali, dal 1945 al 1993. La sua attività di allenatore è continuata fino al 1999 con il Club Italia, la squadra federale dei Campioni del Mondo del 1982, per un totale di 57 anni di attività.

## Palmarès

### Giocatore
- Campionato italiano Serie C: 1

Messina: 1949-1950

### Allenatore
- Campionato italiano di Serie B: 1

Lanerossi Vicenza: 1976-1977
- Campionato italiano Serie C: 1

Piacenza: 1974-1975
- Campionato italiano Serie C1: 2

Catanzaro: 1984-1985
SPAL: 1991-1992
- Seminatore d'oro: 2

1974/1975 serie C
1977-1978 serie A

## Riconoscimenti
Il 14 giugno 2025 il suo paese di nascita, Poggetto, gli ha dedicato un busto esposto di fronte alla Parrocchia. La scultura è opera della scultrice Laura Zizzi.